# کوروسو کواتیا
کوروسو کواتیا (به اسپانیایی: Curuzú Cuatiá) شهری در کشور آرژانتین، ایالت کورینتس است که در سال ۲۰۰۹ میلادی، حدود ۳۱٬۸۷۵ نفر جمعیت داشته است.